# Emotion Sickness
«Emotion Sickness» (с англ. — «Эмоциональная болезнь») — песня австралийской рок-группы Silverchair с альбома Neon Ballroom. Ее продолжительность составляет 6 минут, и это третья по продолжительности песня группы. Австралийский пианист Дэвид Хельфготт принял участие в записи песни в качестве приглашённого музыканта вместе с Сиднейским симфоническим оркестром. В интервью журналу Metal Hammer в 1999 году Дэниел Джонс сказал, что «Emotion Sickness» — его любимая песня Silverchair.
Хотя эта песня и не типична для творчества Silverchair, «Emotion Sickness» является любимой среди поклонников группы.

## Предыстория
Для «Emotion Sickness» фронтмен группы Дэниел Джонс хотел, чтобы «по-настоящему маниакальная и ломаная партия фортепиано завершила альбом». Менеджменту группы пришла в голову идея пригласить австралийского пианиста Дэвида Хельфготта, который также работал юристом в Silverchair, и группа согласилась без колебаний. «Дэниел хотел маниакальную партию фортепиано. Она подходила к песне. Он хотел, чтобы она была необычной — не хотел чего-то милого и отточенного. Он хотел что-то маниакальное и без аккордов. Дэвид Хельфготт идеально подходил для этой работы», — сказал басист Крис Джоанну. В песне также фигурирует Сиднейский симфонический оркестр.
Дэниел Джонс сказал об этой песне следующее: 

Речь идёт о борьбе с необходимостью принимать какие-то лекарства и попытках притвориться, что у тебя нормальное душевное состояние, когда ты точно знаешь, что это не так.

## Музыкальное видео
Режиссёром клипа выступила Кейт Андерсон, которая также сняла клип на песню «Ana’s Song (Open Fire)». В нём снялся австралийский актёр Дэй Патерсон.

## Отзывы критиков
Нева Чонин из Rolling Stone назвала песню «унылой» и сказала, что, когда последними словами песни становятся «извлечённые уроки», «трудно подавить вздох из-за явной лирической отсылки к песне Курта Кобейна „Dumb“». Чонин также назвал оркестровку «роскошной».

## Кавер-версии
Песня была перепета рок-группой Storm the Sky (также из Австралии) на кавер-версии альбома Silverchair 2017 года Spawn (Again): A Tribute to Silverchair.